# Região Geográfica Imediata de Cabo Frio
A Região Geográfica Imediata de Cabo Frio é uma das 14 regiões geográficas imediatas do estado brasileiro do Rio de Janeiro e uma das 509 regiões imediatas do Brasil, criadas pelo Instituto Brasileiro de Geografia e Estatística (IBGE) em 2017.